# Gråsuggekaktus
Gråsuggekaktus (Pelecyphora aselliformis) är en suckulent växt inom gråsuggekaktussläktet och familjen kaktusväxter. Arten beskrevs av Christian Gottfried Ehrenberg i en monografi publicerad 1843.